# Sauto
Sauto è un comune francese di 86 abitanti situato nel dipartimento dei Pirenei Orientali nella regione dell'Occitania.

## Storia

### Simboli
San Maurizio è il patrono di Sauto.

## Società

### Evoluzione demografica
Abitanti censiti